# 劉兆銘
劉兆銘，MH （英語：Lau Siu Ming；1931年10月13日—），前香港無綫電視（TVB）資深藝員，是香港舞蹈的開拓者之一，行內人尊稱「Ming Sir」。

## 生平
刘兆铭原籍廣東鶴山，有1兄1弟，於香港成長，年青时毅然只身漂洋过海，宁愿于邮轮当仓底工人，也要到法国苦练舞蹈，後獲發獎學金到法國康城古典芭蕾舞研究中心習舞。尝尽艰苦辛酸，终成大器，成为首位为法国舞蹈家编舞的华人。他是第一位在国际间崭露头角的香港舞蹈家，曾于比利时國家芭蕾舞团中担任舞者及编导，回香港后开设舞蹈学校培养年青演员。
1970年代在無綫電視節目《歡樂今宵》擔任舞蹈主任，1975年客串出演無綫電視單元劇《群星譜》。
1979年，当时已是舞蹈老师的刘兆铭，获得徐克导演的赏识，邀请参演首出电影《蝶变》之拍攝，正式踏进影坛。
其後於1981年始於無綫電視演出多部電視連續劇。他在1980年代至1990年代這十年間較為活躍，因當時劉兆銘已五十多歲，他一般都是飾演一些老成持重的角色，尤其是主要角色的父親。這段期間他仍有參與電影演出，較突出者有張國榮電影《倩女幽魂》中飾演千年樹姥。
2001年，刘兆铭接受邀请，分别演出香港芭蕾舞團的《白蛇》及香港舞蹈團的《梁祝》，以其多年来的演艺经验，为两齣舞台剧压阵，获得好评如潮，并获颁发2002年香港舞蹈年奖。及后于2007年6月27日，时年77岁的刘兆铭更获香港演艺学院于颁授荣誉院士荣衔，表扬他的成就。
2010年，與鍾景輝、盧瑋鑾（小思）同獲「2009香港藝術發展獎」的「傑出藝術貢獻獎」。
2011年，於《團圓》飾演大富豪翁盛芬及《Laughing Gor之潛罪犯》飾演終身老囚犯沙耶波亦大受好評。
2013年，在《萬千星輝頒獎典禮2013》榮獲無綫電視頒發「萬千光輝演藝人大獎」，肯定及嘉許他在演藝圈中的貢獻及付出。
2017年，出演無綫電視劇集《賭城群英會》，此劇為劉兆銘闊別螢幕5年之作，及後接受訪問時透露久未拍劇的是因為太太在2012年去世，有一段很長的日子都不開心，以前她是最忠實的影迷，每一套劇、每一部電影，她看完都會站在觀眾的角度為自己評分，有時候她的忠言令自己深深不忿，可是當她永遠離開後，感覺自己生命中最重要的一部分也跟着她一齊離開，劉兆銘已於2019年1月與無線約滿。
2020年，时年88岁的刘兆铭出演ViuTV劇集《歎息橋》，此劇為劉兆銘闊別螢幕3年之作。

## 演出作品

### 電視劇（無綫電視）
- 1975年
  - 群星譜
- 1980年
  - 離別鈎 飾 藍一麈
- 1981年
  - 流氓皇帝 飾 看相人
  - 四季情
  - 老虎甩鬚
  - 龍虎雙霸天 飾 金鷹
  - 千王群英會 飾 仇大千
  - 無雙譜 飾 妙過天
  - 楊門女將 飾 寇準
  - 封神榜
  - 英雄出少年 飾 李巴山
  - 富貴榮華飾 閻定天
  - 突破
- 1982年
  - 天龍八部 飾 段延慶
  - 十三太保 飾 朱溫
  - 蘇乞兒飾 蕭毅
  - 香城浪子 飾 潘啟亨
  - 獵鷹 飾 陸一帆
- 1983年
  - 射鵰英雄傳之華山論劍 飾 段智興（南帝）
  - 新銳劇場之無名卒
  - 老洞 飾 謝罡
  - 警花出更 飾 張世安
  - 北斗雙雄 飾 馮仁敬
  - 神鵰俠侶 飾 一燈大師（段智興）
  - 夾心人
- 1984年
  - 笑傲江湖 飾 任我行
  - 生鏽橋王 飾 何樂庭
  - 畫出彩虹
  - 超越愛情線
  - 儂本多情 飾 秦簡夫
  - 鹿鼎記 飾 海大富
  - 新紮師兄 飾 張褔成
  - 香江花月夜 飾 梁誠
- 1985年
  - 薛仁貴征東 飾 唐太宗
  - 大香港 飾 鄧沛儒
  - 楚河漢界 飾 趙高
  - 楊家將 飾 潘洪
  - 皇上保重 飾 雍正
  - 新紮師兄續集 飾 張福成
  - 開心女鬼 飾 光緒、哈嘯天
- 1986年
  - 薛丁山征西 飾 唐太宗
  - 流氓大亨 飾 钟赞（梁美屏的丈夫）
  - 神劍魔刀 飾 夏侯軒
  - 黃金十年 飾 童勉之
  - 倚天屠龍記 飾 陽頂天
  - 達摩
- 1987年
  - 大運河 飾 李淵
  - 大班密令
  - 鄭成功 飾 鄭芝龍
  - 書劍恩仇錄 飾 陳世倌
  - 新紮師兄1988 飾 張褔成
  - 時來運到 飾 王小富
- 1988年
  - 誓不低頭 飾 閻定邦
  - 狂龍 飾 魏忠賢
  - 兵權
- 1989年
  - 上海大風暴 飾 歐陽申
  - 吉星報喜 飾 陳裕隆
  - 我愛俏冤家
  - 無冕急先鋒
- 1990年
  - 亞二一族 飾 張冠
  - 回到未嫁時 飾 胡說道
  - 午夜太陽 飾 林文剛
- 1991年
  - 今生無悔 飾 程孝全
  - 閉門一家千
- 1992年
  - 巨人 飾 洪貴東
- 1993年
  - 原振俠 飾 黃匡
  - 賭霸天下 飾 任縱橫
  - 馬場大亨 飾 宋啟邦
- 1994年
  - 異度凶情 飾 陳牛
  - 再見亦是老婆 飾 董立光
  - 豪門插班生 飾 毛天鐸
- 1995年
  - O記實錄 飾 王康貴（王志淙父）
- 1996年
  - O記實錄II 飾 王康貴（王志淙父）
- 2000年
  - 創世紀II之天地有情 飾 秦錦（張自力父）
- 2001年
  - 七姊妹 飾 黃壽亭
- 2003年
  - 俗世情真 飾 胡貫庭
  - 非常外父 飾 丁蝦
- 2005年
  - Yummy Yummy 飾 游國棟
- 2008年
  - 太極 飾 關山越
- 2009年
  - 富貴門 飾 董天祝
- 2011年
  - 團圓 飾 翁盛芬
- 2017年
  - 賭城群英會 飾 屠城

### 電視劇（華娛衛視）
- 2005年
  - 鏡花緣傳奇 飾 住持大師

### 電視劇（亞洲電視）
- 2008年
  - 生命有明天 飾 關博

### 電視劇（ViuTV）
- 2020年
  - 歎息橋 飾 李文滔

### 電視劇（廉政公署）
- 1981年
  - 廉政先鋒第一輯：山窮水盡 飾 丘必成
- 1985年
  - 廉政先鋒第二輯：奪命錢 飾 何先生

### 電視劇（其他）
- 2018年
  - 蝕日風暴 飾 翁振中

### 電影
- 1979年
  - 蝶變 飾 方紅葉
- 1985年
  - 法外情
- 1987年
  - A計劃續集
  - 英雄本色II
  - 倩女幽魂 飾 千年樹姥
- 1988年
  - 最佳損友闖情關 飾 霍嘉彤
  - 奸人本色 飾 劉父
  - 法內情
- 1989年
  - 法內情大結局
  - 我未成年 飾 羅福祺醫生
  - 黑色迷牆
- 1990年
  - 笑傲江湖 飾 岳不群
  - 新半斤八兩 飾 賊頭順哥
  - 倩女幽魂2之人間道 飾 傅天仇
- 1991年
  - 倩女幽魂3之道道道 飾 千年樹姥
  - 至尊無上II之永霸天下 飾 范老大
  - 豪門夜宴
  - 天地玄門 飾 精神病人
  - 英倫越戰 飾 銘叔
- 1992年
  - 賭城大亨之新哥傳奇 飾 聶傲天
  - 賭城大亨II之至尊無敵 飾 聶傲天
  - 廟街十二少 飾 豪哥
  - 羔羊醫生 飾 林過雨之父
- 1993年
  - 八仙飯店之人肉叉燒包 飾 鄭臨
  - 芝士火腿 飾 Leon
- 1994年
  - 第六感奇緣之人魚傳說 飾 舅舅
  - 醉拳II 飾
  - 冷血人狼 飾
- 1995年
  - 賊王 飾 陳 Sir
- 1995年
  - 我愛廚房 飾 焦先生
- 2000年
  - 雷霆戰警 飾 馬文豪
- 2001年
  - 欲望之城 飾
- 2003年
  - 飛龍再生 飾
- 2004年
  - 借兵 飾 鬼叔
- 2005年
  - 三岔口 飾 詹柏達
- 2006年
  - 鬼域
- 2007年
  - C+偵探 飾 祥叔
- 2011年
  - 開心魔法 飾 柏格斯大學校長
  - Laughing Gor之潛罪犯 飾 沙耶波
- 2017年
  - 黑白迷宮

## 外部連結
- 劉兆銘的Facebook專頁
- 劉兆銘在香港影庫上的簡介
- 星島環球網專題（2006年2月24日） - 最難忘甘草演員 綠葉襯紅花
- 香港舞蹈年獎2002 - 劉兆銘（互聯網檔案館存檔 2005年8月28日）
- TVB.COM （2004年2月12日） 翡翠實力派 - 劉兆銘